# Saimiri sciureus macrodon
El mono ardilla ecuatoriano (Saimiri sciureus macrodon) es una subespecie de primate, nativa del oriente de Ecuador, el norte del Perú, el extremo sur de Colombia y el occidente de Brasil.

## Descripción
El cuerpo, con la cabeza, mide entre 25 y 32 cm de longitud, la cola entre 34 y 44 cm de largo; pesa entre 835 y 1.380 g. El pelaje de la corona es gris oliváceo, el de la región dorsal es leonado y negro; el de los flancos dorado y negro; los brazos por encima de los codos son de color gris oscuro lavado con amarillo; las piernas son pálidas, como también la cola que tiene punta negra; las partes inferiores crema blancuzco; los antebrazos, manos y pies son de color leonado a amarillo anaranjado.
Con respecto a otras subespecies de Saimri sciureus, presenta una forma del cráneo diferente y dientes más grandes. La caja craneana es más larga y estrecha, con frente elevada que desciende hasta el occipucio, y es estrecha y redondeada. El paladar es amplio, en toda su longitud; todos los dientes son mucho más grande y los caninos más largos y más gruesos.

## Taxonomía
Este taxón fue inicialmente descrito como especie diferente Saimiri macrodon y así es aceptado por algunos expertos. Otros expertos poponen clasificarlo como subespecie de S. cassiquiarensis. Varios experto mantienen S. s. macrodon como subespecie de S. sciureus. El análisis filogenético ha evidenciado que los especímenes clasificados como S. s. macrodon son polifiléticos y deben ser separados en tres clados diferentes: uno que se separó tempranamente del conjunto S. cassiquiarensis - S. c. albigena, otro hermano de S. cassiquiarensisy otro estrechamente relacionado con S. c. albigena.

## Distribución y hábitat
Vive en el bosque tropical húmedo, siempre por debajo de los 1.200 m de altitud y más frecuententemente a menos de 500 m s. n. m. S. s. macrodon propiamente dicho, vive en la cuenca del río Marañón - Solimões, en la cuenca de los ríos Putumayo, Napo, Pastaza, bajo Ucayali y Yavarí. El clado hermano de S. cassiquiarensis se encuentra en as cuencas de los ríos Río Caquetá y Yuruá. El clado cercano a S. s. albigena, se encuentra en el piedemonte sur de la Cordillera Oriental, al suroccidente de Colombia.